# أهديل
أهديل هي قرية جبلية مغربية وسط المملكة. تنتمي أهديل لإقليم شيشاوة. تضم هذه القرية 11.764 نسمة (إحصاء 2004).